# Stylish...E
Stylish...E è il primo album in studio e debutto della cantante sudcoreana Lee Hyo-ri, pubblicato il 13 agosto 2003 DSP Entertainment.

## Tracce
1. Prologue (Drum & Bass)
2. One Two Three N’Four
3. (Like a Fool) Sadness
4. 10 Minutes
5. Ice
6. Eve, Sleeping in paradise
7. Remember Me
8. Like Today
9. Do Me
10. Hey Girl
11. Erase
12. A Jazz Bar
13. Only One
14. (I’m Sorry) Ghost